# Nantoin
Nantoin ist eine Ortschaft und eine Commune déléguée in der französischen Gemeinde Porte-des-Bonnevaux mit 468 Einwohnern (Stand: 1. Januar 2022) im Département Isère in der Region Auvergne-Rhône-Alpes.
Die Gemeinde Nantoin wurde am 1. Januar 2019 mit Semons, Commelle und Arzay zur Commune nouvelle Porte-des-Bonnevaux zusammengeschlossen. Sie gehörte zum Arrondissement Vienne, zum Kanton Bièvre und zur Communauté de communes Bièvre Isère.

## Geografie
Nantoin liegt etwa 32 Kilometer ostsüdöstlich von Vienne. Umgeben wurde die Gemeinde Nantoin von den Nachbargemeinden Champier im Norden und Osten, Mottier im Südosten, La Côte-Saint-André im Süden, Commelle im Westen sowie Châtonnay im Nordwesten.

## Bevölkerungsentwicklung
| Jahr                       | 1962 | 1968 | 1975 | 1982 | 1990 | 1999 | 2006 | 2017 |
| Einwohner                  | 268  | 233  | 214  | 273  | 300  | 321  | 402  | 481  |
| Quellen: Cassini und INSEE |      |      |      |      |      |      |      |      |

## Sehenswürdigkeiten
- Kirche Saint-Martin
- Wassermühle von Nantoin aus dem 19. Jahrhundert, seit 1997 Monument historique

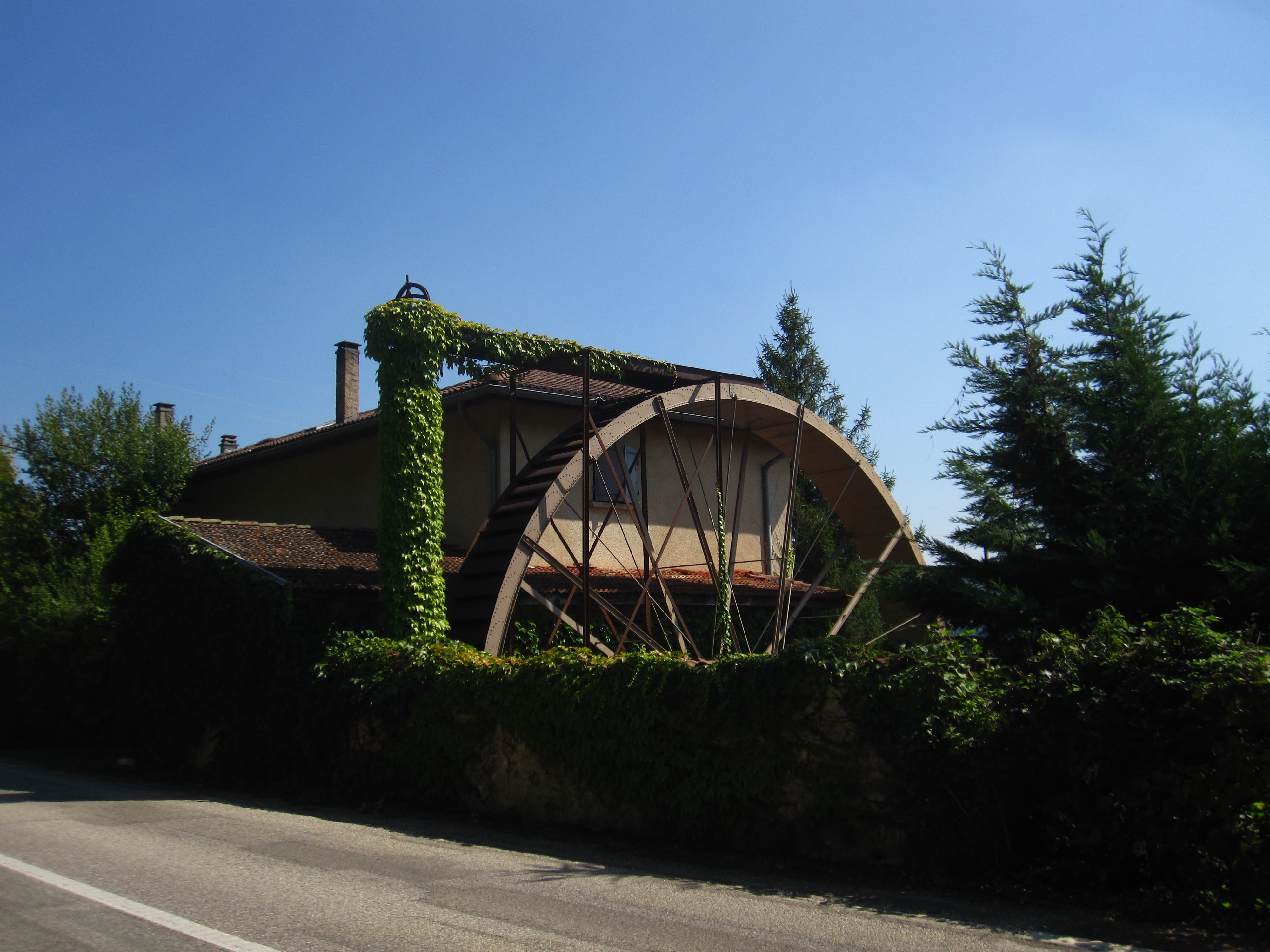
Wassermühle